# Конфедерация гандбола Южной и Центральной Америки
Конфедерация гандбола Южной и Центральной Америки (англ. South and Central America Handball Confederation, сокр. SCAHC; исп. Confederación Sur y Centro Americana de Balonmano, сокр. COSCABAL) — структура, представляющая Международную федерацию гандбола (ИГФ) и управляющая гандболом в странах Южной и Центральной Америки. Объединяет 19 национальных федераций. Штаб-квартира находится в Сантьяго (Чили).

## История
14 января 2018 года на заседании Совета ИГФ было принято решение о разделении Панамериканской федерации гандбола (PATHF) на две конфедерации. 5 апреля 2019 на Конгрессе в Кали (Колумбия) образована Конфедерация гандбола Южной и Центральной Америки (SCAHC), в которую вошли национальные федерации стран-членов Южноамериканской и Центральноамериканской зональных ассоциаций PATHF.
С 2018 проводятся чемпионаты Южной и Центральной Америки среди женских, а с 2020 — и среди мужских сборных команд.

## Руководство SCAHC (с 2019)
Президент —  Марсель Мансилья Браво;
1-й вице-президент —  Рикардо Соуза;
2-й вице-президент —  Хуан Карлос Гутьеррес Варгас;
Генеральный секретарь —  Блас Гарсете Аргуэльо;
Управляющий директор —  Салвио Седрес.

## Структура SCAHC
Высший орган Конфедерации гандбола Южной и Центральной Америки — Конгресс, проходящий каждые 4 года.
Для решения задач, поставленных Конгрессом перед SCAHC, а также уставных требований, делегаты Конгресса избирают Совет,   который проводит в жизнь решения Конгресса, а также организует повседневную деятельность SCAHC. В состав Совета входят президент NACHC, два вице-президента, генеральный секретарь, управляющий директор, казначей, председатели комиссий.
Для решения специальных задач, стоящих перед SCAHC, в её структуре созданы две постоянные технические комиссии: по соревнованиям и техническая.

## Официальные соревнования
В рамках своей деятельности Конфедерация гандбола Южной и Центральной Америки отвечает за проведение следующих турниров:
- Турниры по гандболу в рамках Панамериканских игр — один раз в четыре года в предолимпийский сезон (совместно с NACHC);
- Чемпионаты Южной и Центральной Америки среди национальных сборных команд — один раз в два года по чётным годам (мужчины и женщины);
- Чемпионаты Южной и Центральной Америки среди молодёжных сборных команд (возраст участников — до 20 лет) — один раз в два года по нечётным (мужчины) и чётным (женщины) годам;
- Чемпионаты Южной и Центральной Америки среди юниорских сборных команд (возраст участников — до 18 лет) — один раз в два года по нечётным (юноши) и чётным (девушки) годам;
- Клубный чемпионат Южной и Центральной Америки — ежегодно;
- Чемпионаты Южной и Центральной Америки по пляжному гандболу — один раз в два года по нечётным годам.

## Члены SCAHC
| - Аргентина - Белиз - Боливия - Бразилия - Венесуэла - Гайана - Гватемала - Гондурас - Колумбия - Коста-Рика | - Никарагуа - Панама - Парагвай - Перу - Сальвадор - Французская Гвиана - Уругвай - Чили - Эквадор |